# Carl Friedrich Richard Plochmann
Carl Friedrich Richard Plochmann (* 21. Oktober 1822 in Erlangen; † 24. November 1894 in Marktbreit) war evangelisch-lutherischer Pfarrer und Schriftsteller.

## Leben und Wirken
Carl Friedrich Richard Plochmann wurde am 21. Oktober 1822 in Erlangen geboren, das Teil des Königreichs Bayern war. Bereits der Vater Dr. Johann Georg Plochmann war lutherischer Pfarrer, weshalb die Familie häufig umzog. Bis 1836 wuchs Plochmann in Erlangen auf, wo der Vater seit 1818 an der Neustädter Kirche tätig war. Bereits 1847 starb die Mutter, die aus Windsheim stammte. Nach dem Wechsel des Vaters auf die Pfarrstelle Großhabersdorf musste Carl Friedrich Richard zunächst die Schule in Nürnberg besuchen, später ging er auf das Gymnasium Carolinum nach Ansbach.
Nach dem Schulabschluss begann Plochmann 1842 ein Studium in Erlangen, zwei Jahre später wechselte er an die Universität Leipzig. Im Jahr 1846 legte Plochmann seine Aufnahmeprüfung für das geistliche Amt ab. Während seines Studiums besuchte er Veranstaltungen des Theologen Veit Engelhardt, sowie der Hochschullehrer Adolf Harleß und Gottfried Thomasius. Nach seinem Studium wurde Plochmann zunächst Privatlehrer im Haus des Rechtsanwalts Prell in Bamberg. Noch 1846 kam er als Privatvikar nach Selb. 
Richard Plochmann wurde 1849 ordiniert und legte 1851 die theologische Anstellungsprüfung in Ansbach ab. Anschließend erwarb er die philologische Berechtigung für die unteren Klassen der Lateinschule beim Studienrektorat in Würzburg. Noch 1851 erhielt Plochmann die 2. Pfarrstelle an St. Nicolai in Markbreit, sowie den Posten eines Subrektors an der Lateinschule in der Stadt. Die Schule wurde allerdings 1859 geschlossen. Am 11. Mai 1852 ehelichte Plochmann Rosalie Luise Grieninger aus Uffenheim. Die Ehe blieb kinderlos.
Mit dem Jahr 1862 stieg Plochmann zum 1. Pfarrer von Marktbreit auf. Insgesamt stand er 32 Jahre der Gemeinde vor, wobei ihn körperliche Leiden mehrfach an der Ausübung seiner Tätigkeit hinderten. Zeitweise mussten Privatvikare den kranken Pfarrer unterstützen. Unter Pfarrer Plochmann veränderte sich die soziale Struktur Marktbreits sehr stark: Die Bedeutung des Handelsplatzes am Main sank und die bisher tonangebende Oberschicht aus Handelsfamilien verließ die Stadt.
Vor allem in den letzten Amtsjahren bemühte sich Plochmann um die gesellschaftliche Infrastruktur seines Wirkungsortes. So gründete er einen Krankenverein und rief mehrere Diakonissen zur Krankenpflege nach Marktbreit. Außerdem führte der Pfarrer das Stuttgarter Sonntagsblatt in Marktbreit ein, das von vielen Familien gelesen wurde. Seinem Engagement ist auch die Errichtung einer Pfarrbibliothek zu verdanken. Carl Friedrich Richard Plochmann starb am 24. November 1894 in Marktbreit und wurde am 26. November auf dem dortigen Friedhof beerdigt.

## Werke (Auswahl)
Während seiner Tätigkeit als 2. Pfarrer schuf Plochmann im Jahr 1864 ein Grundlagenwerk zur Geschichte der Stadt Marktbreit. Die Arbeit wurde nicht in wissenschaftlicher Form veröffentlicht, beruht allerdings auf einer Vielzahl an heute verlorenen Quellen. In den folgenden Jahren entstanden mehrere Werke, die vom Verlag Andreas Deichert in Erlangen herausgegeben wurden. 
- Urkundliche Geschichte der Stadt Marktbreit in Unterfranken. Erlangen 1864. Digitalisat
- M. Joh. Adam Leonhard Reiz, evang. Pfarrer in Marktbreit von 1701–1753. Ein Lebensbild, zugleich ein Beitrag zur Geschichte des Protestantismus in Franken. Erlangen 1867. Digitalisat